# 3590 Holst
3590 Holst eller 1984 CQ är en asteroid i huvudbältet som upptäcktes den 5 februari 1984 av den amerikanske astronomen Edward L.G. Bowell vid Anderson Mesa Station. Den är uppkallad efter den brittiske kompositören Gustav Holst.
Asteroiden har en diameter på ungefär 5 kilometer och den tillhör asteroidgruppen Flora.